# Seongbuk-dong, Naju
Seongbuk-dong (koreanska: 성북동) är en stadsdel i staden Naju i provinsen Södra Jeolla i den sydvästra delen av Sydkorea, 280 km söder om huvudstaden Seoul.